# Wishbringer
Wishbringer: The Magick Stone of Dreams est un jeu vidéo de fiction interactive développé et publié par Infocom à partir de 1985 sur Amiga, Amstrad CPC, Amstrad PCW, Apple II, Atari 8-bit, Atari ST, Commodore 64 et MS-DOS.
Le joueur y incarne un employé des postes qui, après une livraison, découvre que son petit village de pêcheur a été transformé en une ville plus sinistre par une mystérieuse sorcière.
Créé par Brian Moriarty, le jeu est conçu pour être plus facile que les autres jeux Infocom de l’époque et pour constituer une bonne introduction aux joueurs souhaitant découvrir le genre. À sa sortie, il est très bien reçu par la presse spécialisée qui le considère comme un des meilleurs jeux d’aventure pour débutant,,.
Le jeu s'est vendu à plus de 110 000 exemplaires entre 1985 et 1988.